# Kanton Tours-Sud
Der Kanton Tours-Sud war bis 2015 ein französischer Wahlkreis im Arrondissement Tours, im Département Indre-et-Loire und in der Region Centre-Val de Loire; Vertreter im Generalrat des Départements war zuletzt von 2004 bis 2015 Claude-Pierre Chauveau. 
Der Wahlkreis umfasste den Süden der Stadt Tours. 